# Janaína Gomes-da-Silva
Janaína Gomes-da-Silva (1980) es una bióloga, taxónoma, botánica, cladista, y profesora brasileña.

## Biografía
En 2005, obtuvo la licenciatura y bachillerato en Ciencias Biológicas por la
Pontificia Universidad Católica de Río Grande del Sur; un máster (Ciencias Biológicas, botánica) por la
Universidad Federal de Río de Janeiro supervisada por la Dra. Andrea Ferreira da Costa, siendo becaria del Consejo Nacional de Desarrollo Científico y Tecnológico, CNPq, el doctorado en ciencias biológicas (botánica) por la Universidad Federal de Río de Janeiro, defendiendo la tesis Análise filogenética e circunscrição taxonômica de Vriesea Lindley (Bromeliaceae: Tillandsioideae), baseado em dados morfológicos e moleculares, con la orientación de Andrea Ferreira da Costa y la co-orientación de Tatiana Teixeira de Souza Chies; siendo becaria de la Coordinación de Perfeccionamiento de Personal de Nivel Superior. Tiene experiencia en botánica, con énfasis en ecofisiología vegetal.
Es autora en la identificación y nombramiento de nuevas especies para la ciencia, a abril de 2015, posee dos registros de especies nuevas para la ciencia, especialmente de la familia Bromeliaceae, y con énfasis del género Vriesea (véase más abajo el vínculo a IPNI).

## Algunas publicaciones
- COSTA, A. F. ; GOMES-DA-SILVA, Janaina ; WANDERLEY, M. G. . Vriesea (Bromeliaceae, Tillandsioideae): taxonomic history, and morphology of the Brazilian lineage.. The Journal of the Torrey Botanical Society , 2014.

- Gomes-da-Silva, Janaína ; COSTA, ANDREA . An Updated Overview of Taxonomy and Phylogenetic History of Tillandsioideae Genera (Bromeliaceae: Poales). Global J. Of Botanical Science 1: 1-8, 2013.

- Gomes-da-Silva, Janaína ; Alves da Costa Vargens, Flavia ; do Carmo de Oliveira Arruda, Rosani ; Ferreira da Costa, Andrea . A Morphological Cladistic Analysis of the Vriesea corcovadensis Group (Bromeliaceae: Tillandsiodeae), with Anatomical Descriptions: New Evidence of the Non-Monophyly of the Genus. Systematic Botany 37: 641-654, 2012.

- GOMES-DA-SILVA, Janaina ; COSTA, A. F. . A taxonomic revision of Vriesea corcovadensis group (Bromeliaceae: Tillandsioideae) with description of two new species. Systematic Botany 36: 291-309, 2011.

- SOARES, Edson Carvalho ; VENDRUSCOLO, Giovana Secretti ; VIGNOLI, Marcia ; THODE, Verônica Aydos ; GOMES-DA-SILVA, Janaina ; MENTZ, Lilian Auler . O gênero Physalis L. (Solanaceae) no Rio Grande do Sul, Brasil.. Pesquisas. Botânica , v. v. 60, p. 323-340, 2009.

- SOARES, Edson Carvalho ; SILVA, Marcia Vignoli da ; VENDRUSCOLO, Giovana Secretti ; THODE, Verônica Aydos ; GOMES-DA-SILVA, Janaina ; MENTZ, Lilian Auler . A família Solanaceae no Parque Estadual de Itapuã, Viamão, Rio Grande do Sul, Brasil. Revista Brasileira de Biociências , v. 6, p. 177-188, 2008.

- COSTA, A. F. ; GOMES-DA-SILVA, Janaina ; SILVA, B. N. F ; URIBBE, F. P. ; MOURA, R. L. . Bromeliaceae: Inventário Florístico Florestal de Santa Catarina. In: Alexander Christian Vibrans. (Org.). Inventário Florístico Florestal de Santa Catarina - Diversidade e Conservação dos Remanescentes Florestais. 1ed.Blumenau: Edifurb, 2012, v. v. 1, p. 290-294.

- GOMES-DA-SILVA, Janaina ; CHIES, T. T. S. ; COSTA, A. F. . What actually is Vriesea? A phylogenetic investigation combining total evidence approach in a polyphyletic and inflated taxonomically genus (Poales: Bromeliaceae: Tillandsioideae) . In: XXXIII CONGRESS OF THE WILLI HENNIG SOCIETY, 2014, Trento. XXXIII CONGRESS OF THE WILLI HENNIG SOCIETY, 2014.

- GOMES-DA-SILVA, Janaina ; AMORIM, A. ; FORZZA, R. . Biogeographical patterns of 'xeric clade' Pitcairnioideae (Bromeliaceae): a perspective on the space-time evolution. In: XXXIII CONGRESS OF THE WILLI HENNIG SOCIETY, 2014, Trento. XXXIII CONGRESS OF THE WILLI HENNIG SOCIETY, 2014.

- GOMES-DA-SILVA, Janaina ; CHIES, T. T. S. ; COSTA, A. F. . What Actually is Vriesea? A Combined Phylogenetic Investigation of Vriesea Based on Morphology and Plastidial Sequences (Poales: Bromeliaceae-Tillandsioideae). In: MONOCOTS V: 5th International Conference on Comparative Biology of Monocotyledons, 2013, New York. Abstracts book. New York: Fordham University and The New York Botanical Garden, 2013. p. 163-164.

- COSTA, A. F. ; MOURA, R. L. ; GOMES-DA-SILVA, Janaina ; SILVA, B. N. F ; URIBBE, F. P. . Taxonomic Revision of Vriesea Lindley (Tillandsioideae, Bromeliaceae): A Long Term Project. In: MONOCOTS V: 5th International Conference on Comparative Biology of Monocotyledons, 2013, New York. Abstracts book. New York: Fordham University and The New York Botanical Garden, 2013. p. 173-174.

- GOMES-DA-SILVA, Janaina ; VARGENS, Flavia Alves da Costa ; ARRUDA, Rosani Do Carmo de Oliveira ; COSTA, A. F. . A new evidence of non-monophyly of Vriesea (Bromeliaceae: Tillandsioideae) based in a morphological cladistic analysis of the Vriesea corcovadensis group, with an anatomical description. In: XXX Annual Meeting of the Willi Hennig Society, 2011, São José do Rio Preto. 30th Annual Meeting of the Willi Hennig Society, 2011.

- GOMES-DA-SILVA, Janaina ; COSTA, A. F. . Revisão taxonômica do grupo Vriesea corcovadensis (Britten) Mez (Bromeliaceae: Tillandsioideae). In: XXVII Jornada Fluminense de Botânica, 2008, Rio de Janeiro. Resumos XXVII Jornada Fluminense de Botânica, 2008. p. 174-174.

- Pinto, A.P. ; GOMES-DA-SILVA, Janaina ; Carvalho,G.S. ; Corseuil, E. . Análise de Parcimônia de Endemismo (PAE) de libelulídeos (odonata Libellulidae)neotropicais. In: XXVI Congresso Brasileiro de Zoologia, 2006, Londrina. XXVI Congresso Brasileiro de Zoologia, 2006.

- SOARES, Edson Carvalho ; VENDRUSCOLO, Giovana Secretti ; SILVA, Marcia Vignoli da ; GOMES-DA-SILVA, Janaina ; THODE, Verônica Aydos ; MENTZ, Lilian Auler . O GÊNERO PHYSALIS L. (SOLANACEAE) NO RIO GRANDE DO SUL, BRASIL. In: 56 Congresso Nacional de Botânica, 2005, Curitiba. Resumos, 2005.

- SILVA, Marcia Vignoli da ; SOARES, Edson Carvalho ; VENDRUSCOLO, Giovana Secretti ; GOMES-DA-SILVA, Janaina ; THODE, Verônica Aydos ; MENTZ, Lilian Auler . A FAMÍLIA SOLANACEAE NO PARQUE ESTADUAL DE ITAPUÃ, VIAMÃO, RS.. In: 56 Congresso Nacional de Botânica, 2005, Curitiba. Resumos, 2005.

- GOMES-DA-SILVA, Janaina ; VENDRUSCOLO, Giovana Secretti ; CARVALHO, G. S. ; MENTZ, Lilian Auler . ANÁLISE DE PARCIMÔNIA DE ENDEMISMO (PAE) DE SOLANUM (SOLANACEAE) NA REGIÃO SUL DO BRASIL. In: 56 Congresso Nacional de Botânica, 2005, Curitiba. Resumos, 2005.

- GOMES-DA-SILVA, Janaina . Estudo de Esqueleto Pós-craneano de Cinodontes do Triássico Sul Brasileiro. In: III SALÃO DE INICIAÇÃO CIENTÍFICA, 2002, Porto Alegre. Estudo do Esqueleto Pós-craneano em Cinodontes no Triássico Sul Brasileiro, 2002.

- GOMES-DA-SILVA, Janaina . Análise Filogenética de Vriesea Lindley (Bromeliaceae: Tillandsioideae), baseado em dados morfológicos e moleculares. 2011. (Apresentação de Trabalho/Conferência ou palestra)

- Portal:Biografías. Contenido relacionado con Botánica.
- Portal:Biología. Contenido relacionado con Taxonomía, Filogenia.

- Wikipedia:Wikiconcurso/La mujer que nunca conociste